# تپه کولر
تپه کولر مربوط به سده‌های اولیه، میانه و متاخر دوران‌های تاریخی پس از اسلام است و در شهرستان ایجرود، بخش مرکزی، دهستان گلابر، ۲۹۳۰ متری جنوب روستای ایج واقع شده و این اثر در تاریخ ۱۵ دی ۱۳۸۷ با شمارهٔ ثبت ۲۴۰۸۰ به‌عنوان یکی از آثار ملی ایران به ثبت رسیده است.